# Прозоровский, Виктор Ильич
Ви́ктор Ильи́ч Прозоро́вский (5 октября 1901, Москва, Российская империя — 5 ноября 1986, Москва, РСФСР, СССР) — советский учёный-медик и судебно-медицинский эксперт, доктор медицинских наук (1945), профессор (1947). Заслуженный деятель науки РСФСР (1959). Директор НИИ судебной медицины (1939—1979) и главный судебно-медицинский эксперт Министерства здравоохранения СССР (1941—1977).

## Биография
Родился 5 октября 1901 года в Москве в рабочей семье.
С 1920 по 1925 год обучался на медицинском факультете Второго Московского государственного университета, который окончил с отличием. С 1930 по 1934 обучался в аспирантуре под руководством профессора П. А.  Минакова. 
С 1931 по 1939 год на практической работе в Московской городской судебно-медицинской экспертизе в должностях: судебно-медицинский эксперт городского и районного уровня, заведующий городским моргом № 2, с 1938 по 1939 год — заведующий этой экспертизой. Одновременно с 1934 по 1939 год на научно-преподавательской работе на медицинском факультете Второго Московского государственного университета в должности ассистента кафедры судебной медицины, одновременно с этим занимался научно-исследовательской работой в гистологической лаборатории НИИ судебной медицины в должности научного сотрудника.
С 1939 по 1979 год — директор НИИ судебной медицины и одновременно — заведующий токсикологическим отделением этого института. С 1941 по 1977 год В. И. Прозоровский являлся — главным судебно-медицинским экспертом Министерства здравоохранения СССР. с 1941 по 1945 год во время Великой Отечественной войны и после её окончания, В. И. Прозоровский являлся — руководителем судебно-медицинской группы Чрезвычайной государственной комиссии по установлению и расследованию злодеяний немецко-фашистских захватчиков, в 1945 году в качестве судебно-медицинского эксперта выступал в Нюрнбергском процессе.

### Научно-педагогическая деятельность
Основная научно-педагогическая деятельность В. И. Прозоровского была связана с вопросами в области судебно-медицинской медицины. С 1977 по 1979 год являлся первым председателем проблемной комиссии по судебной медицине АМН СССР и членом Учёного совета ВНИИ криминалистики. В 1946 году В. И. Прозоровский являлся организатором и первым руководителем Правления Всесоюзного общества судебных медиков, был инициатором проведения Первого Всесоюзного совещания судебных медиков проводившейся в Москве. С 1958 по 1979 год был инициатором создания и первым главным редактором научного журнала «Судебно-медицинская экспертиза».
В 1938 году защитил кандидатскую диссертацию на соискание учёной степени кандидат медицинских наук по теме: «Отравление грибами строчками», в 1945 году он защитил диссертацию на учёную степень доктор медицинских наук по теме: «Материалы к судебно-медицинской экспертизе огнестрельных и рубленых повреждений», в 1947 году ему было присвоено учёное звание профессор. В 1959 году за заслуги в научной деятельности ему было присвоено почётное звание  Заслуженный деятель науки РСФСР. Под руководством В. И. Прозоровского было написано более сто двадцати четырёх научных трудов, в том числе монографий.
Сотрудничал с журналом "Наука и жизнь" в качестве специалиста в области медицины.
Скончался 5 ноября 1986 года в Москве на 85-м году жизни. Похоронен на Ваганьковском кладбище.

## Награды
- Орден Октябрьской Революции
- Орден Отечественной войны 1-й степени
- Орден Трудового Красного Знамени
- Орден «Знак Почета»
- Польский Крест Заслуги
- Почетные медали Хельсинкского (1965) и Генуэзского (1969) университетов.